# ホナタン・マイダナ
ホナタン・ラモン・マイダナ（Jonathan Ramón Maidana、1985年7月29日 - ）は、アルゼンチン・ブエノスアイレス出身の元サッカー選手。現役時代のポジションはディフェンダー（センターバック）。

## 経歴
2005年、ボカ・ジュニアーズに移籍し、レコパ・スダメリカーナのサンパウロFC戦でデビューした。ボカがフリオ・セサル・カセレスを獲得したため、2008年8月、ウクライナのメタリスト・ハルキウに移籍した。2010年1月にはCAバンフィエルドにレンタル移籍。
2005年にU-20アルゼンチン代表に選出され、2008年にU-23アルゼンチン代表に選出された。北京オリンピックの候補56名に選ばれたが、本大会には出場しなかった。

## タイトル
- ボカ・ジュニアーズ
  - レコパ・スダメリカーナ 2005
  - コパ・スダメリカーナ 2005, 2006
  - コパ・リベルタドーレス 2007
- リーベルプレート
  - コパ・リベルタドーレス 2015, 2018
- 個人
  - 南米年間ベストイレブン : 2018